# Olympische Sommerspiele 1924/Leichtathletik – 3000 m Mannschaft (Männer)
Der 3000-Meter-Mannschaftslauf der Männer bei den Olympischen Spielen 1924 in Paris wurde am 11. und 13. Juli 1924 im Stade de Colombes ausgetragen. In neun Teams nahmen zwanzig Athleten teil. Diese Disziplin wurde zum dritten und letzten Mal bei Olympischen Spielen ausgetragen.
Olympiasieger wurde die finnische Mannschaft in der Besetzung Paavo Nurmi, Ville Ritola und Elias Katz sowie den nicht gewerteten Sameli Tala und Frej Liewendahl.

Silber ging an Großbritannien mit Bertram Macdonald, Herbert Johnston und George Webber sowie den nicht gewerteten Walter Porter, Arthur Clark und William Seagrove.

Bronze an die Vereinigten Staaten in der Besetzung Edward Kirby, William Cox und Willard Tibbetts sowie den nicht gewerteten Leo Larrivee, Joie Ray und James Connolly.
Eine Besonderheit bestand darin, dass die Stadionrunde im Stade de Colombes eine Länge von 500 Metern hatte.

## Rekorde

### Bestehende Rekorde
Im 3000-Meter-Mannschaftslauf gab es auch später nie einen offiziellen Weltrekord. Bei Olympischen Spielen war dieser Wettbewerb nur dreimal im Programm, die hier jeweils zum Einsatz gekommene Wertung über die Platzziffer lässt in der Teamwertung keine Rekorde zu. So konnte es einzig im Einzelresultat des 3000-Meter-Laufs Zählungen im Sinne von Bestleistungen oder Rekorden geben. Diese sind in der folgenden Übersicht aufgelistet.

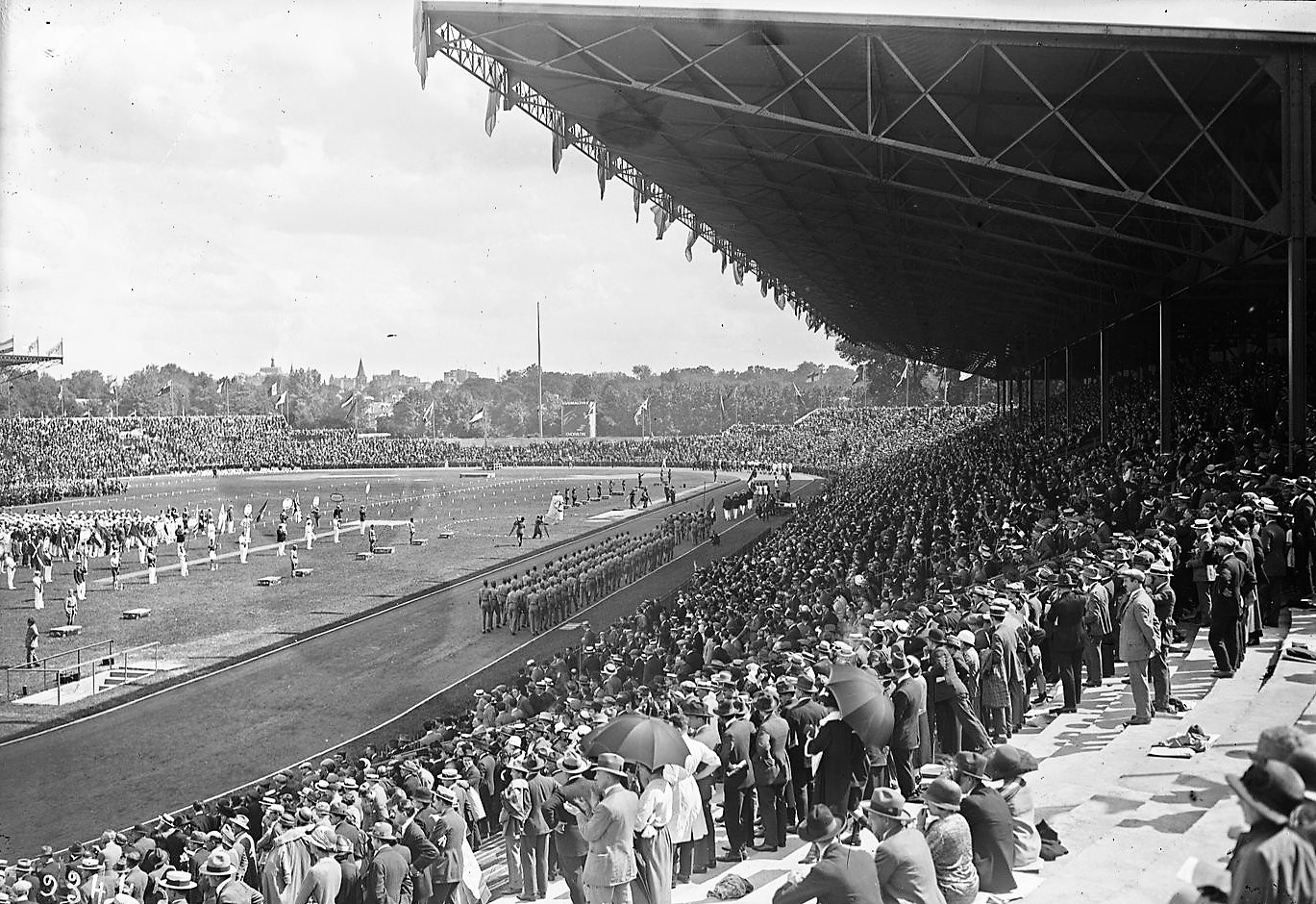
Das Olympiastadion während der Eröffnungszeremonie

| Weltrekord         | 8:36,8 min | Hannes Kolehmainen ( Großfürstentum Finnland) | OS Stockholm (Vorrunde 3000-m-Mannschaftslauf) | 12. Juli 1912 |
| Olympischer Rekord | 8:36,8 min | Hannes Kolehmainen ( Großfürstentum Finnland) | OS Stockholm (Vorrunde 3000-m-Mannschaftslauf) | 12. Juli 1912 |

### Rekordverbesserung
Paavo Nurmi, Mitglied des siegreichen finnischen Teams und Gewinner der Einzelwertung, verbesserte den bestehenden olympischen und gleichzeitig Weltrekord im Finale am 13. Juli um 4,8 Sekunden auf 8:32,0 min. Da ein 3000-Meter-Lauf bei den Männern nie mehr im olympischen Programm stand, hat diese Zeit als olympischer Rekord bis heute Bestand.

## Durchführung des Wettbewerbs
Zwei Vorläufe wurden am 11. Juli absolviert. Die beiden jeweils besten Mannschaften – hellblau unterlegt – qualifizierten sich für das Finale, das am 13. Juli stattfand.
Gewertet wurde wie schon bei allen früheren olympischen Austragungen dieses Rennens durch Addition der Einzelplatzierungen, die Platzziffer also, wobei die besten drei Läufer jeder Mannschaft in die Wertung kamen – Wertungsplatz 1 = 1 Punkt, Wertungsplatz 2 = 2 Punkte usw. Alle weiteren Läufer der Mannschaft wurden nicht berücksichtigt. Die Rangfolge ergab sich aus den jeweils möglichst niedrigen Punktzahlen.
Die für die Punktevergabe unberücksichtigten Läufer sind kursiv dargestellt.

## Vorausscheidung
Datum: 11. Juli 1924

### Lauf 1

#### Einzelresultate

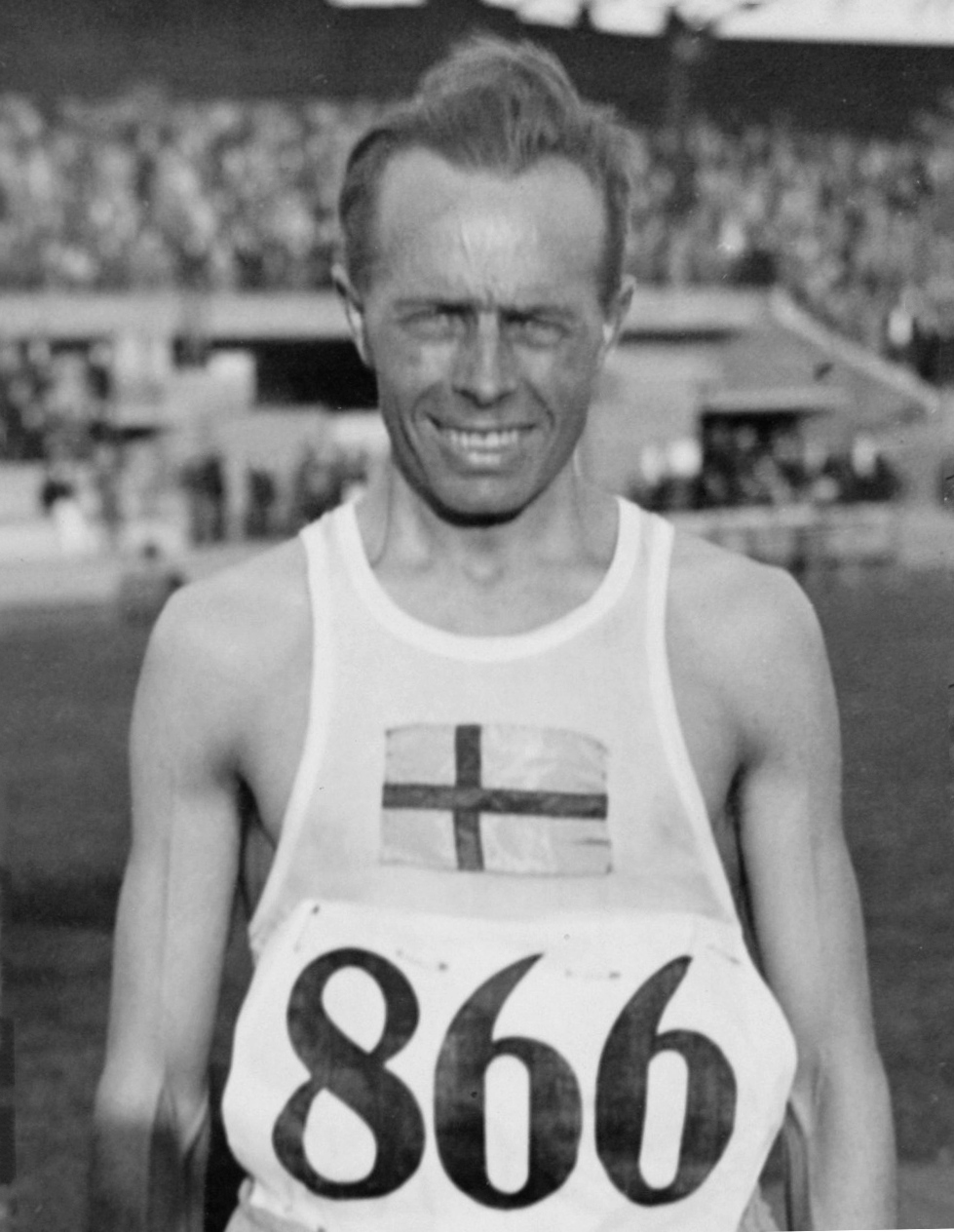
Trotz seines Einzelsiegs mit der Mannschaft ausgeschieden: Edvin Wide, Schweden

| Platz | Name                | Nation             | Punkte | Zeit        |
| ----- | ------------------- | ------------------ | ------ | ----------- |
| 1     | Paavo Nurmi         | Finnland           | 01     | 08:47,8 min |
| 2     | Ville Ritola        | Finnland           | 02     | 08:48,2 min |
| 3     | Sameli Tala         | Finnland           | 03     | 08:48,5 min |
| 4     | Walter Porter       | Großbritannien     | 04     | k. A.       |
| 5     | Herbert Johnston    | Großbritannien     | 05     | k. A.       |
| 6     | Bertram Macdonald   | Großbritannien     | 06     | k. A.       |
| 7     | Angelo Davoli       | Königreich Italien | 07     | k. A.       |
| 8     | Hans Gundhus        | Norwegen           | 08     | k. A.       |
| 9     | William Seagrove    | Großbritannien     | –      | k. A.       |
| 10    | Nils Andersen       | Norwegen           | 09     | k. A.       |
| 11    | Haakon Jansen       | Norwegen           | 10     | k. A.       |
| 12    | Frej Liewendahl     | Finnland           | –      | k. A.       |
| 13    | Elias Katz          | Finnland           | –      | k. A.       |
| 14    | Ferruccio Bruni     | Königreich Italien | 11     | k. A.       |
| 15    | Johan Badendyck     | Norwegen           | –      | k. A.       |
| 16    | Stanisław Ziffer    | Polen              | 12     | 09:35,4 min |
| 17    | Giovanni Garaventa  | Königreich Italien | 13     | 09:41,0 min |
| 18    | Julian Łukaszewicz  | Polen              | 14     | 09:53,0 min |
| 19    | Stefan Szelestowski | Polen              | 15     | 10:04,0 min |
| DNF   | Eino Seppälä        | Finnland           | –      |             |
| DNF   | Arthur Clark        | Großbritannien     | –      |             |
| DNF   | George Webber       | Großbritannien     | –      |             |
| DNF   | Ernesto Ambrosini   | Königreich Italien | –      |             |

#### Mannschaftswertung
| Platz | Mannschaft         | Athleten | Platzziffer | Anmerkung |
| ----- | ------------------ | --- | ----------- | --------- |
| 1     | Finnland           | Paavo Nurmi (1. – 8:47,8 min) Ville Ritola (2. – 8:48,2 min) Sameli Tala (3. – 8:48,5 min) nicht in der Wertung: Frej Liewendahl (12.) Elias Katz (13.) | 06          |           |
| 2     | Großbritannien     | Walter Porter (4.) Herbert Johnston (5.) Bertram Macdonald (6.) nicht in der Wertung: William Seagrove (9.) Arthur Clark (DNF) George Webber (DNF)      | 15          |           |
| 3     | Norwegen           | Hans Gundhus (8.) Nils Andersen (10.) Haakon Jansen (11.) nicht in der Wertung: Johan Badendyck (15.)                                                   | 27          |           |
| 4     | Königreich Italien | Angelo Davoli (7.) Ferruccio Bruni (14.) Giovanni Garaventa (17. – 9:41,0 min) nicht in der Wertung: Ernesto Ambrosini (DNF)                            | 31          |           |
| 5     | Polen              | Stanisław Ziffer (16. – 9:35,4 min) Julian Łukaszewicz (18. – 9:53,0 min) Stefan Szelestowski (19. – 10:04,0 min)                                       | 41          |           |

### Lauf 2

#### Einzelresultate
| Platz | Name               | Nation     | Punkte | Zeit       |
| ----- | ------------------ | ---------- | ------ | ---------- |
| 1     | Edvin Wide         | Schweden   | 01     | 8:45,0 min |
| 2     | William Cox        | USA        | 02     | 8:53,0 min |
| 3     | Edward Kirby       | USA        | 03     | k. A.      |
| 4     | Willard Tibbetts   | USA        | 04     | k. A.      |
| 5     | Paul Bontemps      | Frankreich | 05     | k. A.      |
| 6     | Lucien Duquesne    | Frankreich | 06     | k. A.      |
| 7     | Camille Barbaud    | Frankreich | 07     | k. A.      |
| 8     | James Connolly     | USA        | –      | k. A.      |
| 9     | Axel Eriksson      | Schweden   | 08     | k. A.      |
| 10    | Armand Burtin      | Norwegen   | -      | k. A.      |
| 11    | Joie Ray           | USA        | –      | k. A.      |
| 12    | Jesús Diéguez      | Spanien    | 09     | k. A.      |
| 13    | José Andía         | Spanien    | 10     | k. A.      |
| 14    | Léonard Mascaux    | Frankreich | –      | k. A.      |
| 15    | Fabián Velasco     | Spanien    | 11     | k. A.      |
| 16    | Jean Keller        | Frankreich | –      | k. A.      |
| 17    | Miguel Palau       | Spanien    | –      | k. A.      |
| 18    | Joaquín Miquel     | Spanien    | –      | k. A.      |
| 19    | Sven Emil Lundgren | Schweden   | 12     | k. A.      |
| 20    | Leo Larrivee       | USA        | –      | k. A.      |
| 21    | Stig Reuterswärd   | Schweden   | –      | k. A.      |

#### Mannschaftswertung
| Platz | Mannschaft | Athleten | Platzziffer | Anmerkung |
| ----- | ---------- | --- | ----------- | --------- |
| 1     | USA        | William Cox (2. – 8:53,0 min) Edward Kirby (3.) Willard Tibbetts (4.) nicht in der Wertung: James Connolly (8.) Joie Ray (11.) Leo Larrivee (20.) | 09          |           |
| 2     | Frankreich | Paul Bontemps (5.) Lucien Duquesne (6.) Camille Barbaud (7.) nicht in der Wertung: Léonard Mascaux (14.) Jean Keller (16.)                        | 18          |           |
| 3     | Schweden   | Edvin Wide (1. – 8:45,0 min) Axel Eriksson (9.) Sven Emil Lundgren (19.) nicht in der Wertung: Stig Reuterswärd (20.)                             | 21          |           |
| 4     | Spanien    | Jesús Diéguez (12.) José Andía (13.) Fabián Velasco (15.) nicht in der Wertung: Miguel Palau (17.) Joaquín Miquel (18.)                           | 30          |           |

## Finale

### Einzelresultate
| Platz | Name              | Nation         | Punkte | Zeit          |
| ----- | ----------------- | -------------- | ------ | ------------- |
| 1     | Paavo Nurmi       | Finnland       | 01     | 8:32,0 min OR |
| 2     | Ville Ritola      | Finnland       | 02     | 8:40,6 min    |
| 3     | Bertram Macdonald | Großbritannien | 03     | 8:44,0 min    |
| 4     | Herbert Johnston  | Großbritannien | 04     | 8:45,2 min    |
| 5     | Elias Katz        | Finnland       | 05     | 8:45,4 min    |
| 6     | Edward Kirby      | USA            | 06     | 8:53,0 min    |
| 7     | George Webber     | Großbritannien | 07     | 000k. A.      |
| 8     | William Cox       | USA            | 08     | 000k. A.      |
| 9     | Paul Bontemps     | Frankreich     | 09     | 000k. A.      |
| 10    | Walter Porter     | Großbritannien | –      | 000k. A.      |
| 11    | Armand Burtin     | Frankreich     | 10     | 000k. A.      |
| 12    | Willard Tibbetts  | USA            | 11     | 000k. A.      |
| 13    | Sameli Tala       | Finnland       | –      | 000k. A.      |
| 14    | Arthur Clark      | Großbritannien | –      | 000k. A.      |
| 15    | Léonard Mascaux   | Frankreich     | 12     | 000k. A.      |
| 16    | William Seagrove  | Großbritannien | –      | 000k. A.      |
| 17    | Leo Larrivee      | USA            | –      | 000k. A.      |
| 18    | Joie Ray          | USA            | –      | 000k. A.      |
| 19    | Camille Barbaud   | Frankreich     | –      | 000k. A.      |
| DNF   | Frej Liewendahl   | Finnland       | –      |               |
| DNF   | James Connolly    | USA            | –      |               |
| DNF   | Jean Keller       | Frankreich     | –      |               |
| DNF   | Lucien Duquesne   | Frankreich     | –      |               |

### Mannschaftswertung
| Platz | Mannschaft     | Athleten | Platzziffer | Anmerkung |
| ----- | -------------- | --- | ----------- | --------- |
| 1     | Finnland       | Paavo Nurmi (1. – 8:32,0 min OR) Ville Ritola (2. – 8:40,6 min) Elias Katz (5. – 8:45,4 min) nicht in der Wertung: Sameli Tala (13.) Frej Liewendahl (DNF)                    | 08          |           |
| 2     | Großbritannien | Bertram Macdonald (3. – 8:44,0 min) Herbert Johnston (4. – 8:45,2 min) George Webber (7.) nicht in der Wertung: Walter Porter (10.) Arthur Clark (14.) William Seagrove (16.) | 14          |           |
| 3     | USA            | Edward Kirby (6. – 8:53,0 min) William Cox (8.) Willard Tibbetts (11.) nicht in der Wertung: Leo Larrivee (17.) Joie Ray (18.) James Connolly (DNF)                           | 25          |           |
| 4     | Frankreich     | Paul Bontemps (9.) Armand Burtin (11.) Léonard Mascaux (15.) nicht in der Wertung: Camille Barbaud (19.) Jean Keller (DNF) Lucien Duquesne (DNF)                              | 31          |           |

Datum: 13. Juli 1924
Überlegen gewann Finnland diesen Wettbewerb. Paavo Nurmi und Ville Ritola, die weitaus besten Bahn-Langstreckler dieser Spiele, belegten auch hier mit klarem Vorsprung die Plätze eins und zwei. Ihr Teamkollege Elias Katz wurde Fünfter. Auch dahinter gab es eine klare Rangfolge mit den Briten auf Platz zwei und den USA auf dem dritten Platz.
Paavo Nurmi gewann hier die achte von neun Goldmedaillen seiner Karriere. Es war zugleich die fünfte, die er in Paris errang.
Für Ville Ritola war dies seine vierte Goldmedaille in Paris. Eine weitere sollte für ihn 1928 noch folgen.

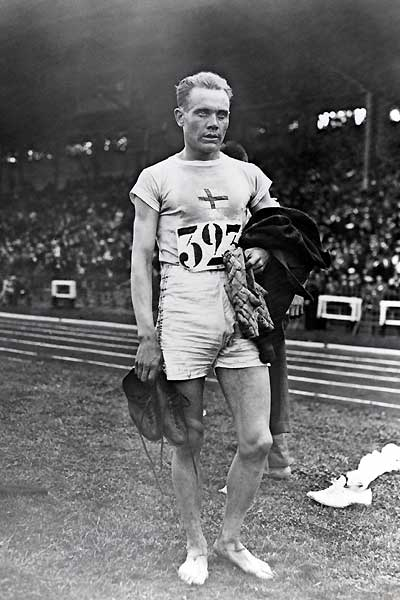
Paavo Nurmi aus Finnland – Sieger des Einzelrennens
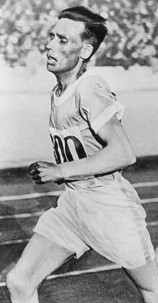
Der Finne Ville Ritola belegte im Einzelrennen den zweiten Platz
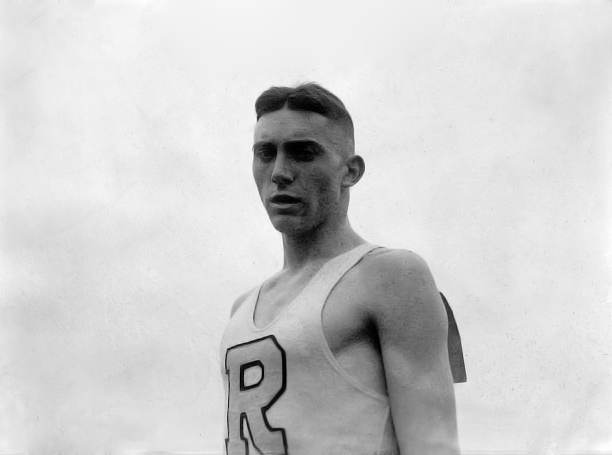
William Cox, USA, Sechster des Einzelrennens

## Video
- The Olympic Games in Paris, 1924 (1925 Documentary), youtube.com, Bereich: 18:11 min bis 23:49 min, abgerufen am 3. Juni 2021